# Melanolophia subgenericata
Melanolophia subgenericata är en fjärilsart som beskrevs av Dyar 1904. Melanolophia subgenericata ingår i släktet Melanolophia och familjen mätare. Inga underarter finns listade i Catalogue of Life.